# 紀元前1世紀

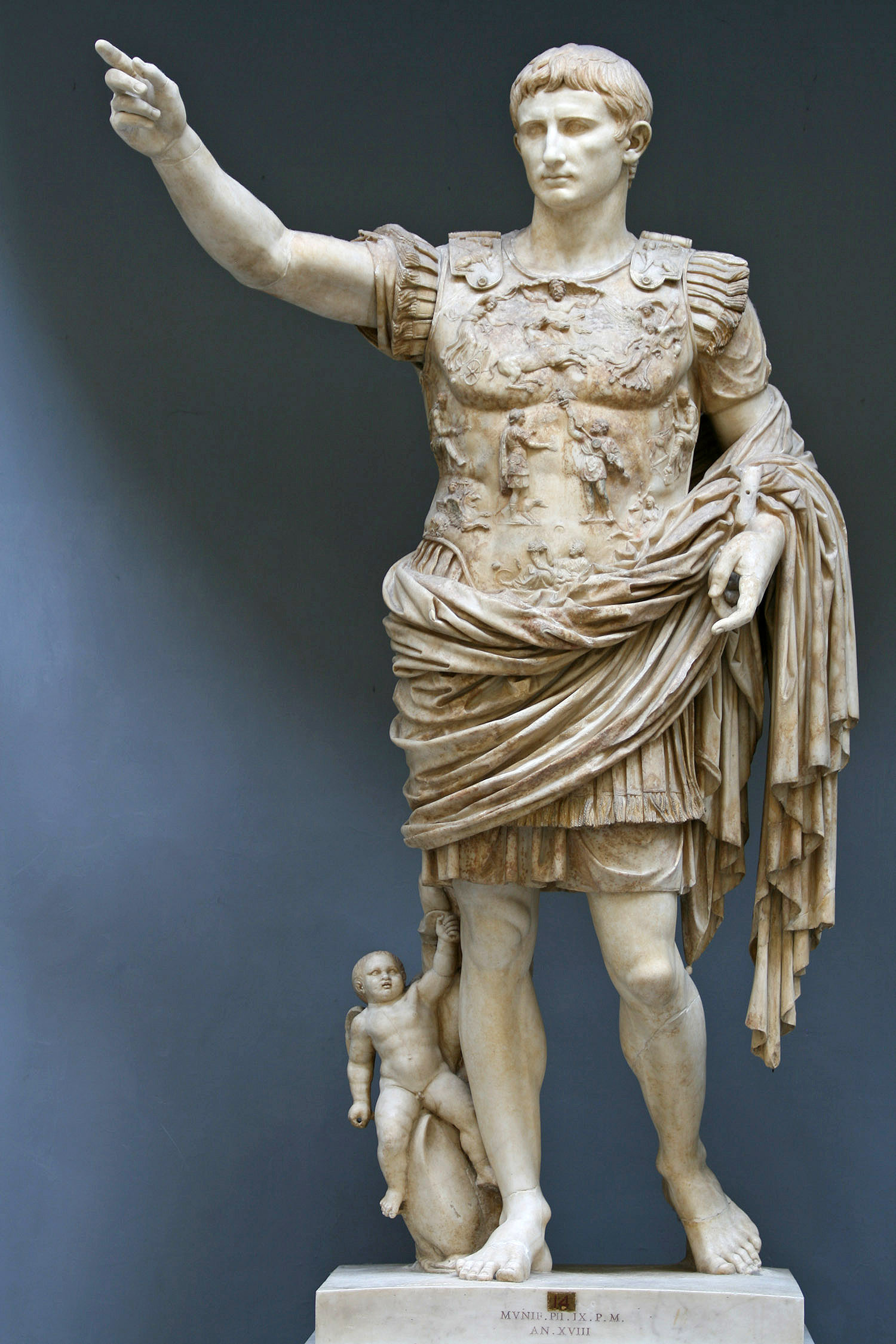
ローマ帝国の成立。紀元前27年にオクタウィアヌスが「アウグストゥス」の称号を得てローマの帝政時代が始まった。画像はヴァティカン美術館所蔵の「プリマポルタのアウグストゥス」。

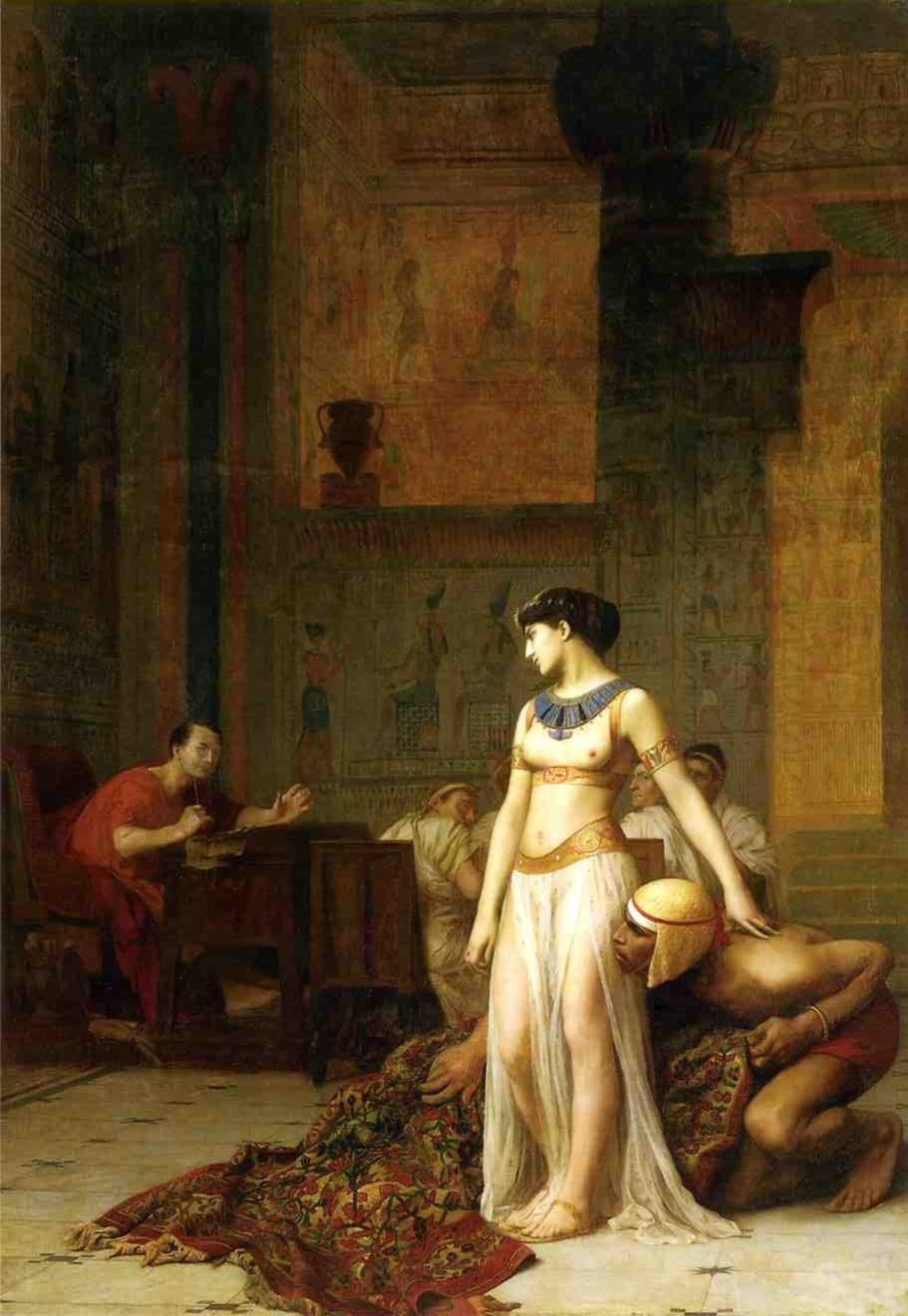
エジプト女王クレオパトラ7世。絶世の美女として知られるが、衰勢のプトレマイオス朝存続のためにローマの有力者と結ばざるを得ない事情があった。画像は19世紀フランスの画家ジャン・レオン・ジェロームの歴史画で、女王とユリウス・カエサルの出会いの状況を描いている。

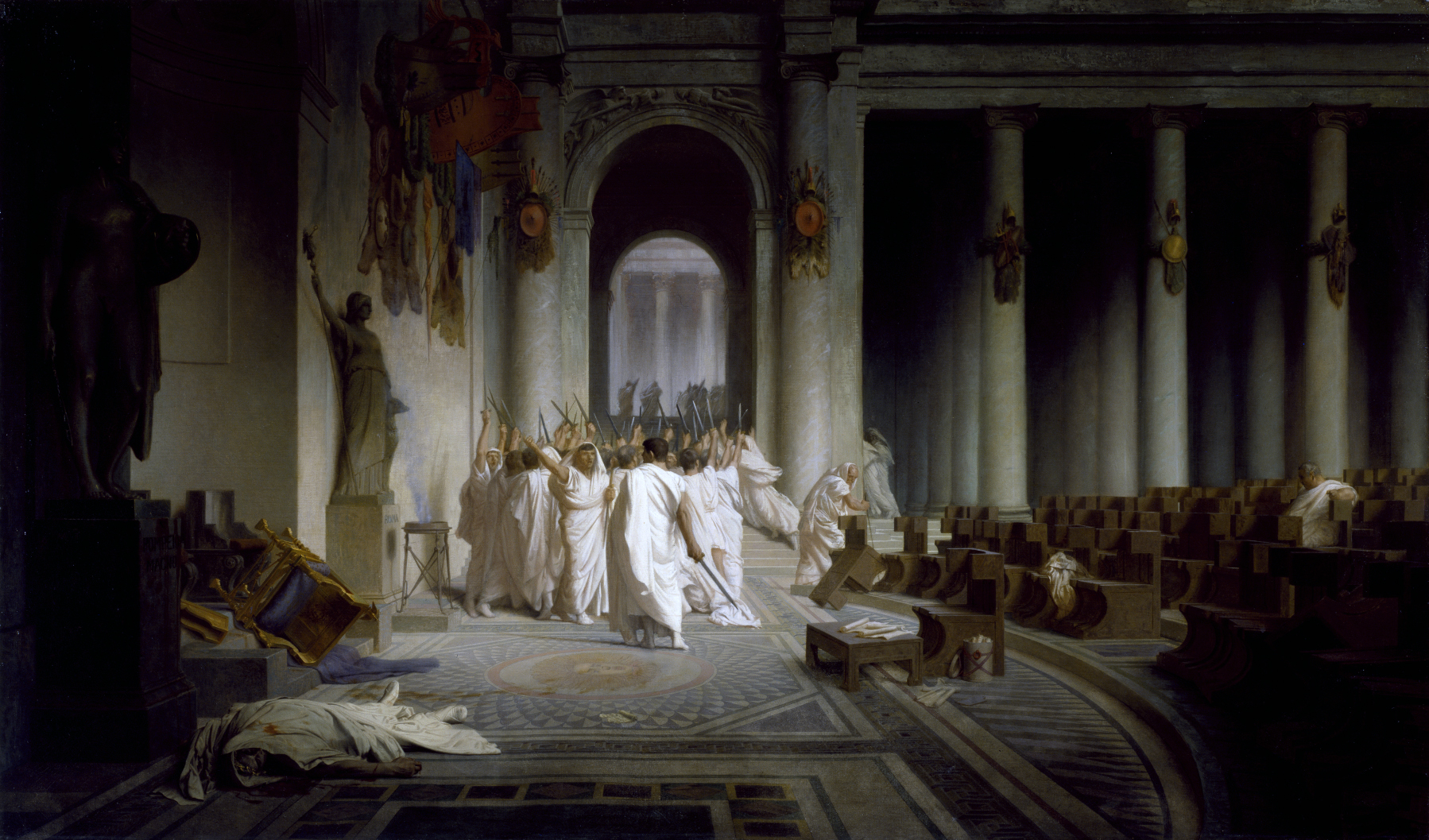
カエサル暗殺。終身独裁官に就任したカエサルは独裁傾向を強めたとみなされ、共和政の維持を唱えるカッシウスやブルトゥスに暗殺された。画像は暗殺直後を描いたジャン・レオン・ジェロームの歴史画「カエサルの死（ウォルターズ美術館蔵）」。

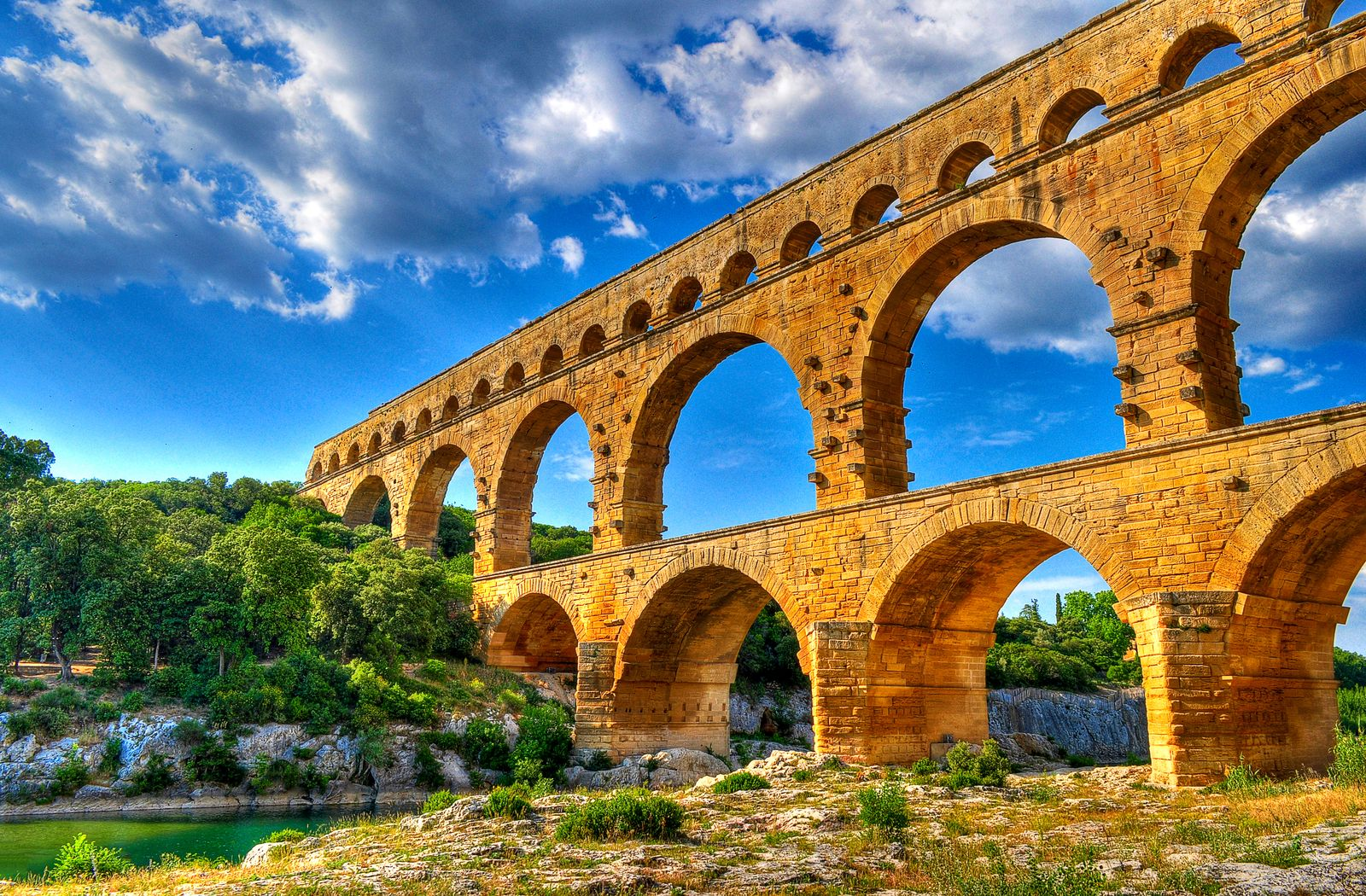
ポン・デュ・ガール（ガール橋）。ローマの水道橋を代表する南フランスのこの橋はアウグストゥスの腹心アグリッパによって建設された。

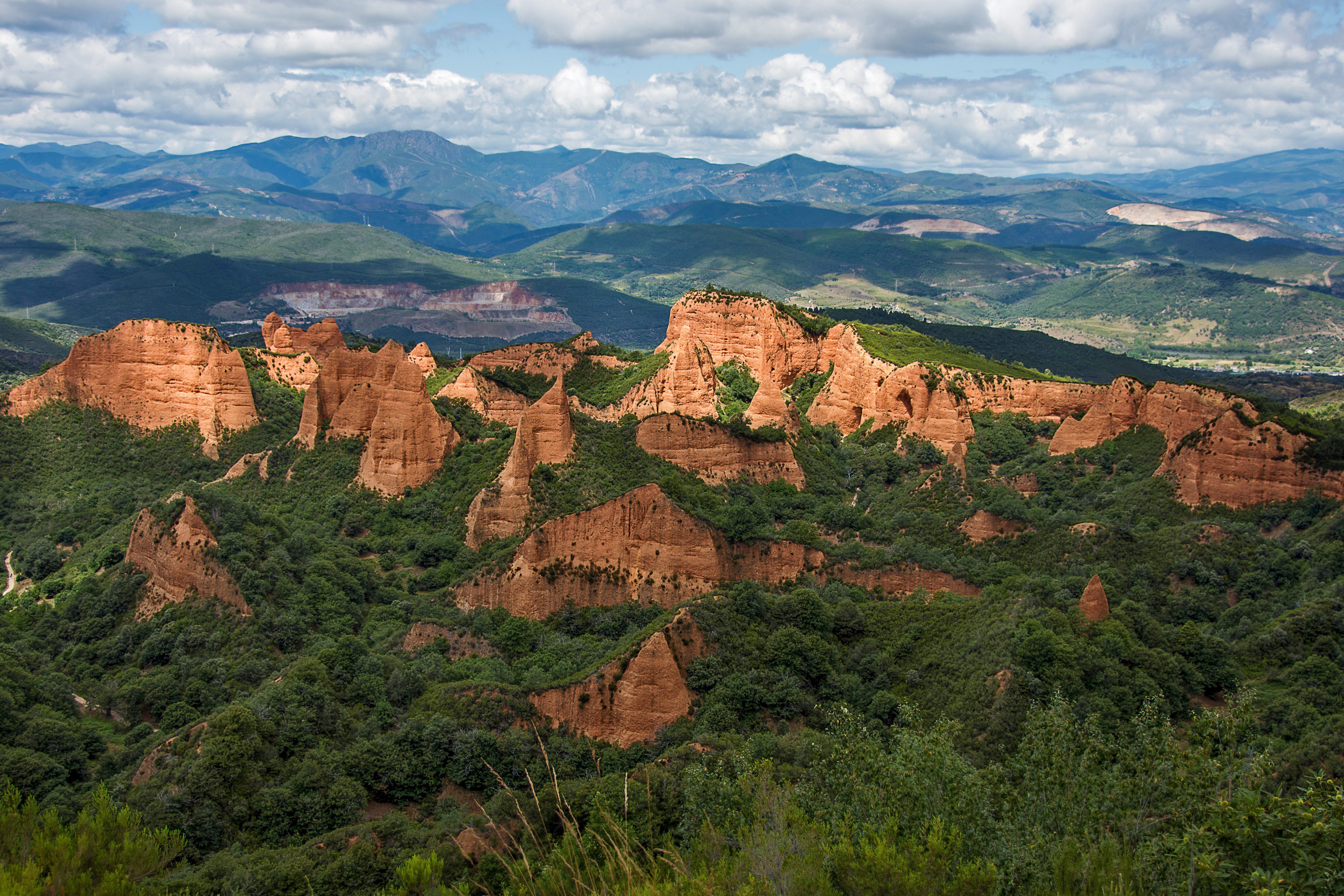
ラス・メドゥラス。イベリア半島全域がローマの支配下に組み込まれたのは紀元前19年のこと。以後、鉱産資源の金に恵まれたレオン県ポンフェラーダ近郊のこの地は、ローマ水道の建造技術を応用した特殊な採掘技術「山崩し」により大きく地形が変わった。

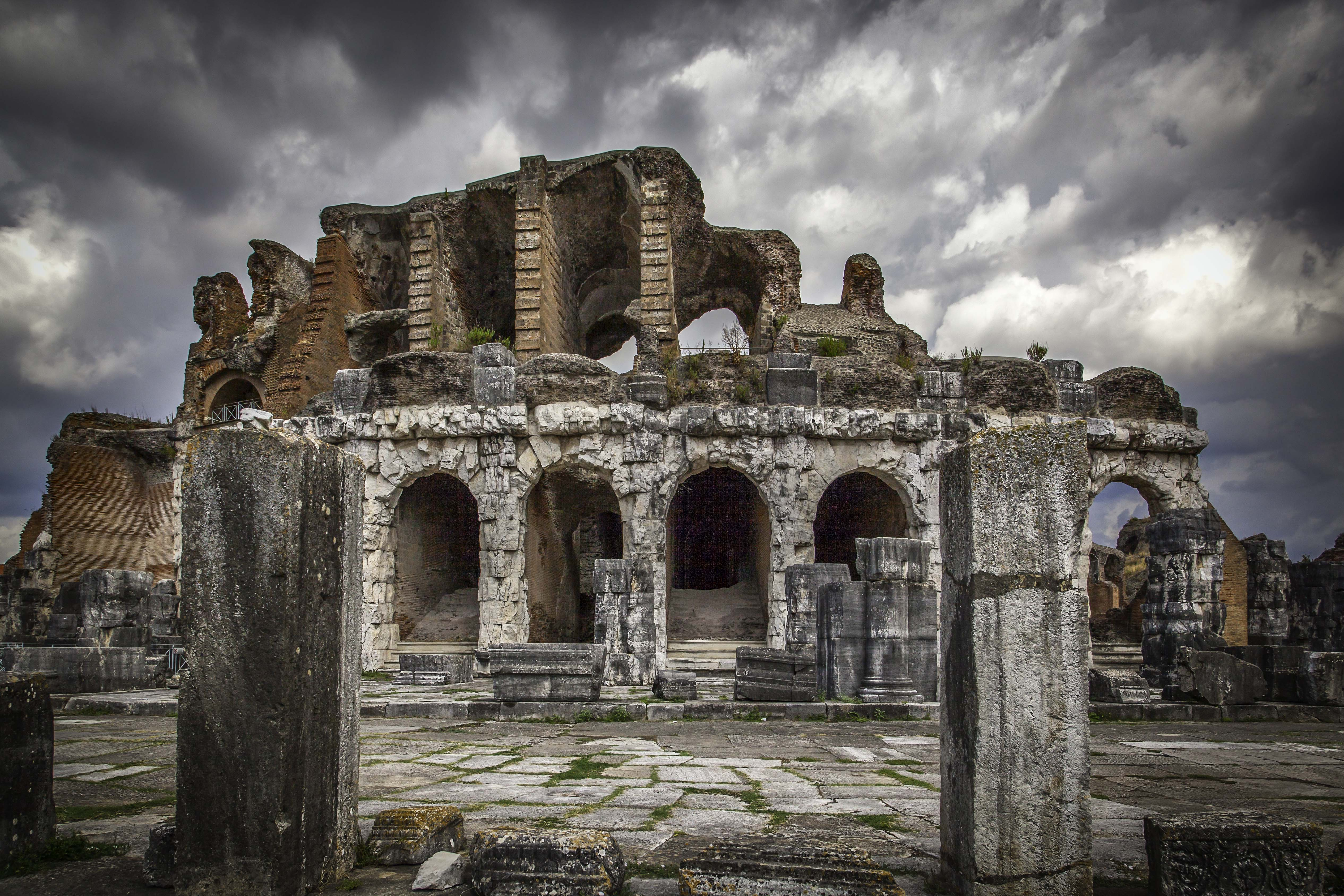
カプア。南イタリア・カンパニア地方の中心地でローマとはアッピア街道で結ばれ大いに繁栄した。剣闘士奴隷の興業が盛んでスパルタクスを指導者とする第三次奴隷戦争もこの地の剣闘士養成所から奴隷が逃亡したことに端を発する。画像はカプアの円形闘技場の遺跡。

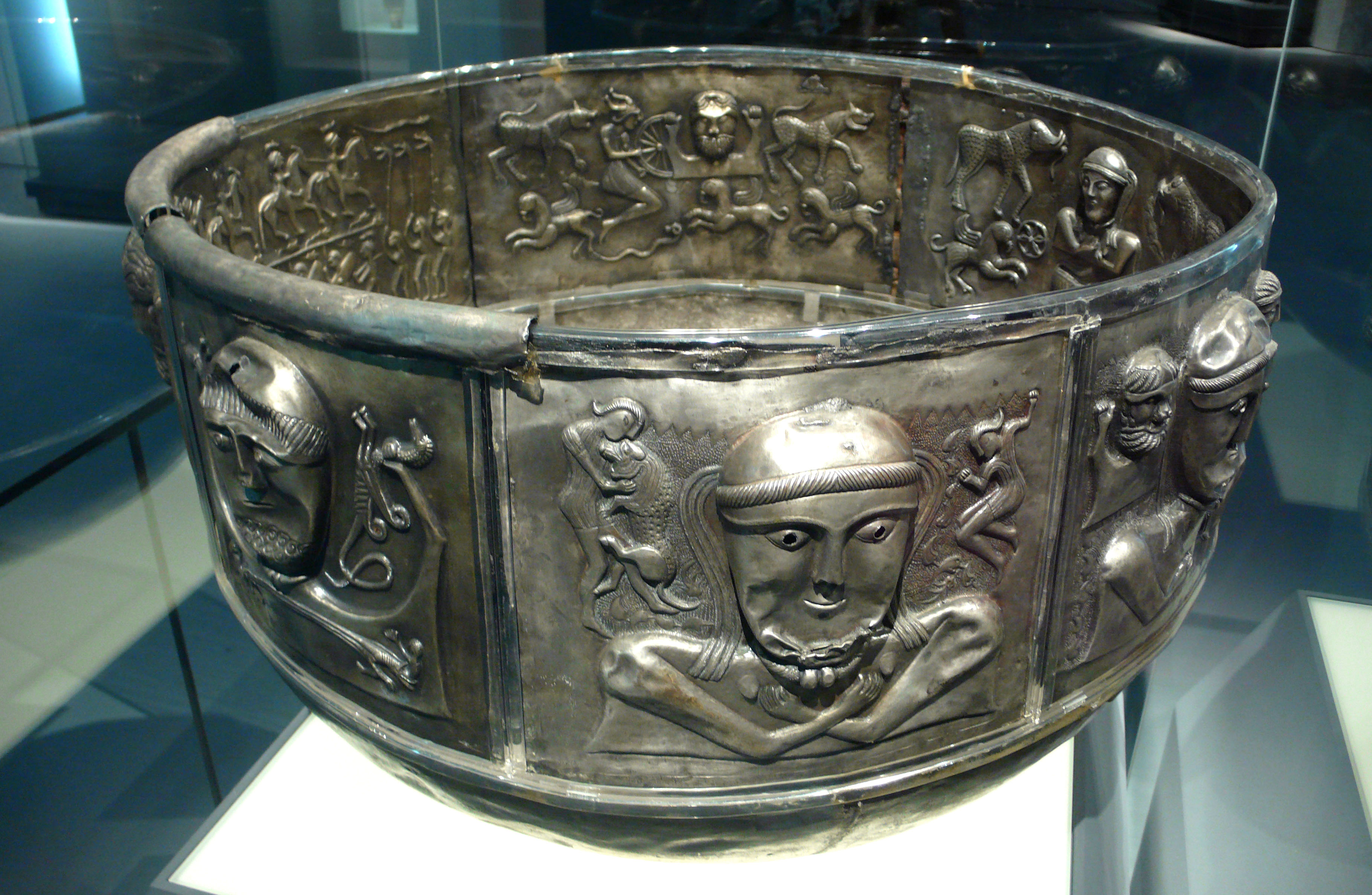
ケルト人の消長。カエサルの遠征でアルプス以北のガリアは共和政ローマに帰服した。これらの地に住んでいたケルト人（ガリア人）たちはラ・テーヌ文化の担い手とも考えられている。画像はラ・テーヌ文化を代表する「グンデストルップの大釜（デンマーク国立博物館蔵）」。

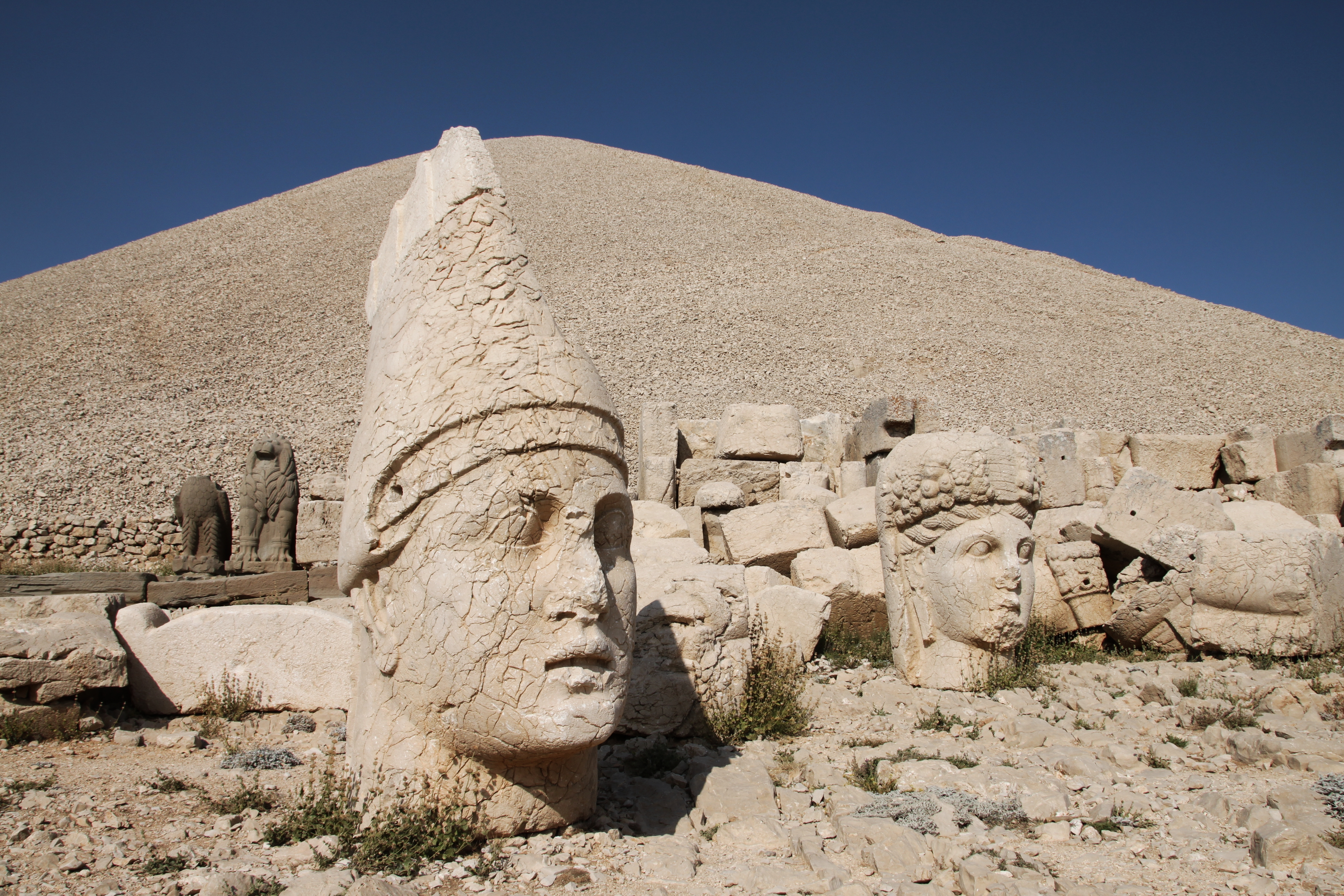
ネムルト山墳墓の彫刻群。現在のトルコ東部にあったコンマゲネ王国ではアンティオコス1世により独特な墳墓が営まれた。

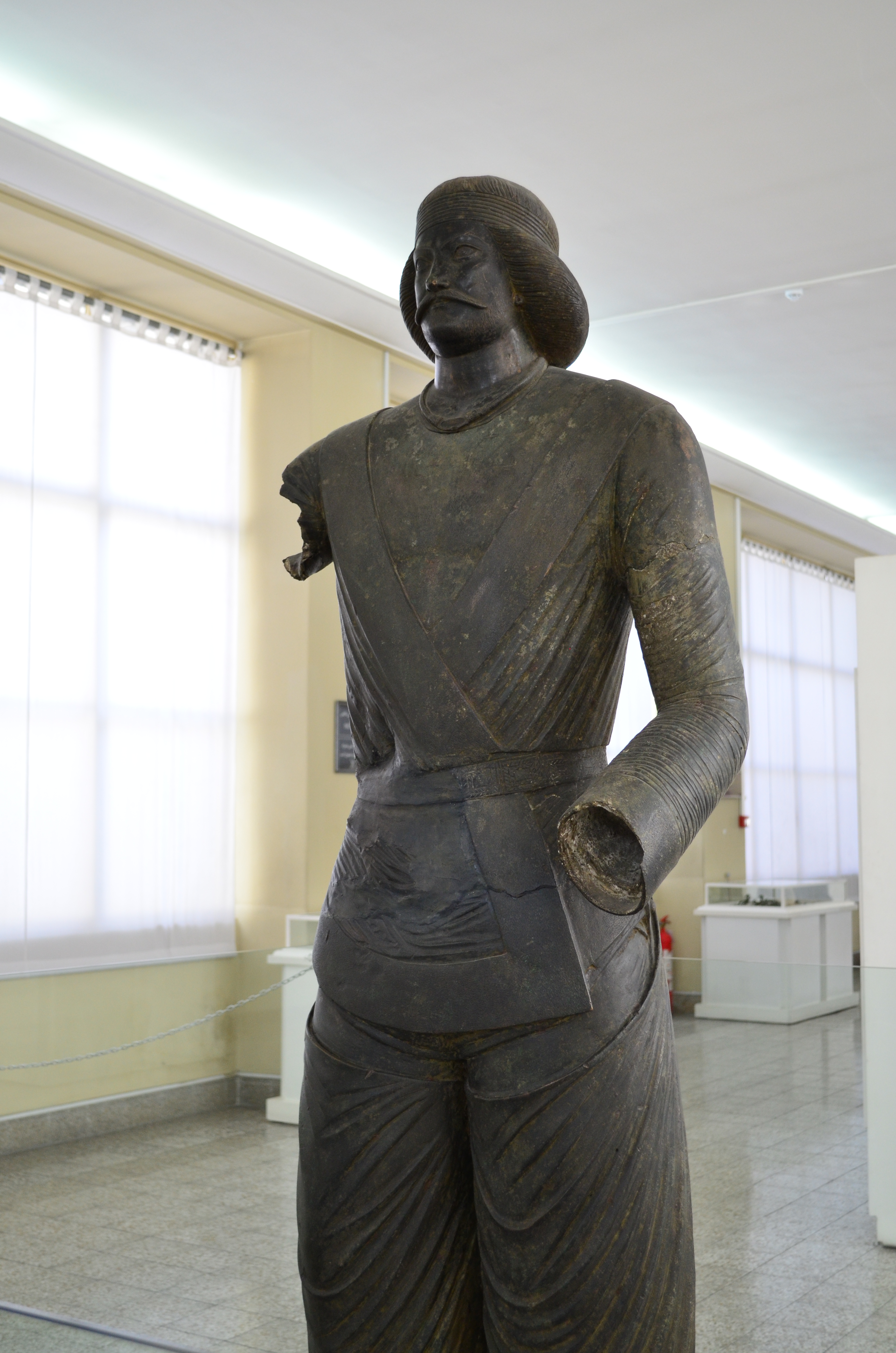
パルティアの挑戦。パルティア王オロデス2世とその配下のスレナス率いる軽騎兵にクラッスス率いる共和政ローマ軍は殲滅された。画像はエリマイス地方から出土したパルティア人の肖像彫刻で紀元前後の尚武の気風に富んだこの時代の貴人の風貌が窺える（イラク国立博物館蔵）。

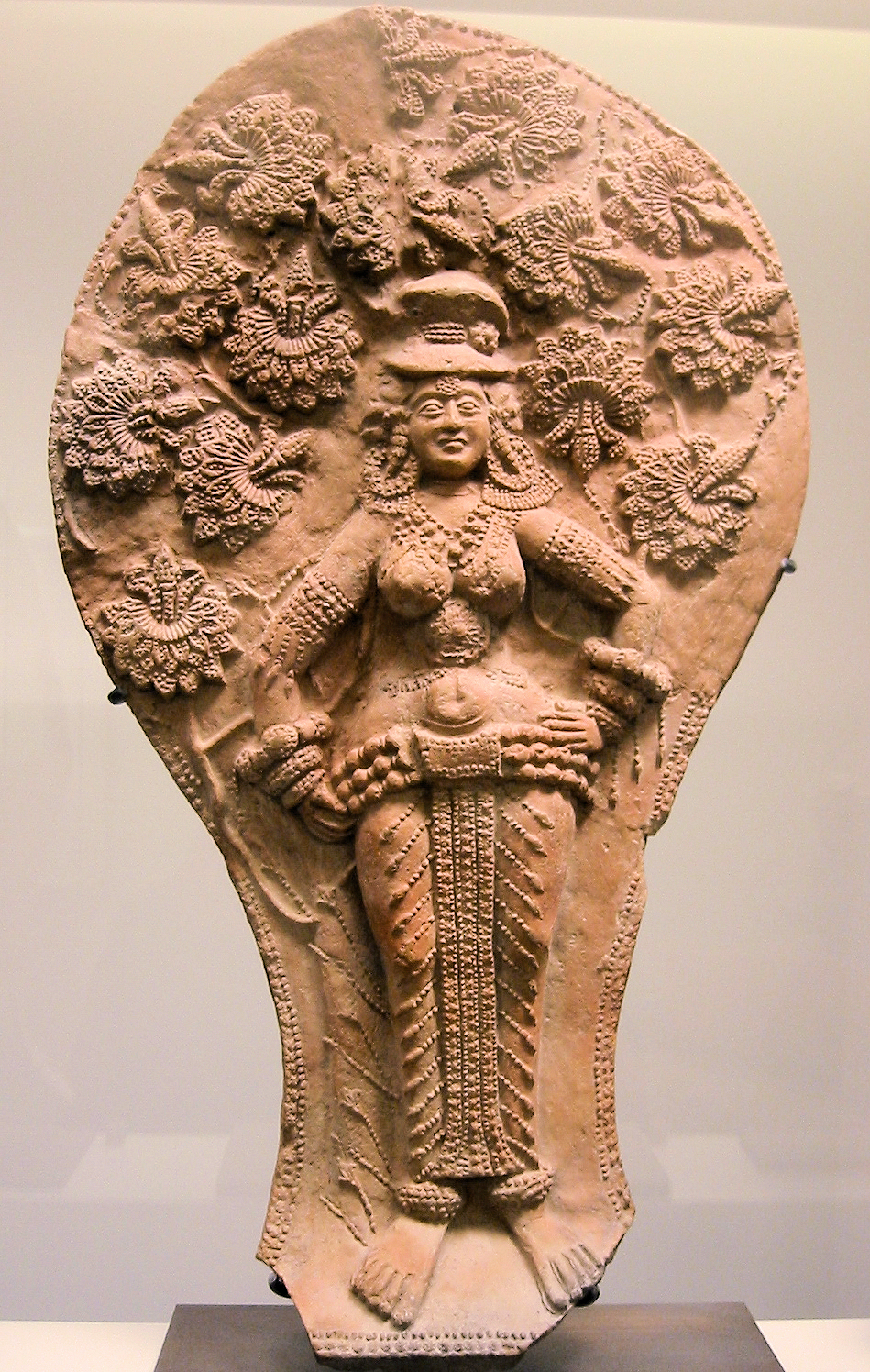
マガダ地方の王権。紀元前2世紀にマウリア朝が崩壊した後のインドでは、シュンガ朝からカーンヴァ朝の王権が続いた。画像はシュンガ朝時代に作られたヤクシャ像（パリ・ギメ美術館蔵）。

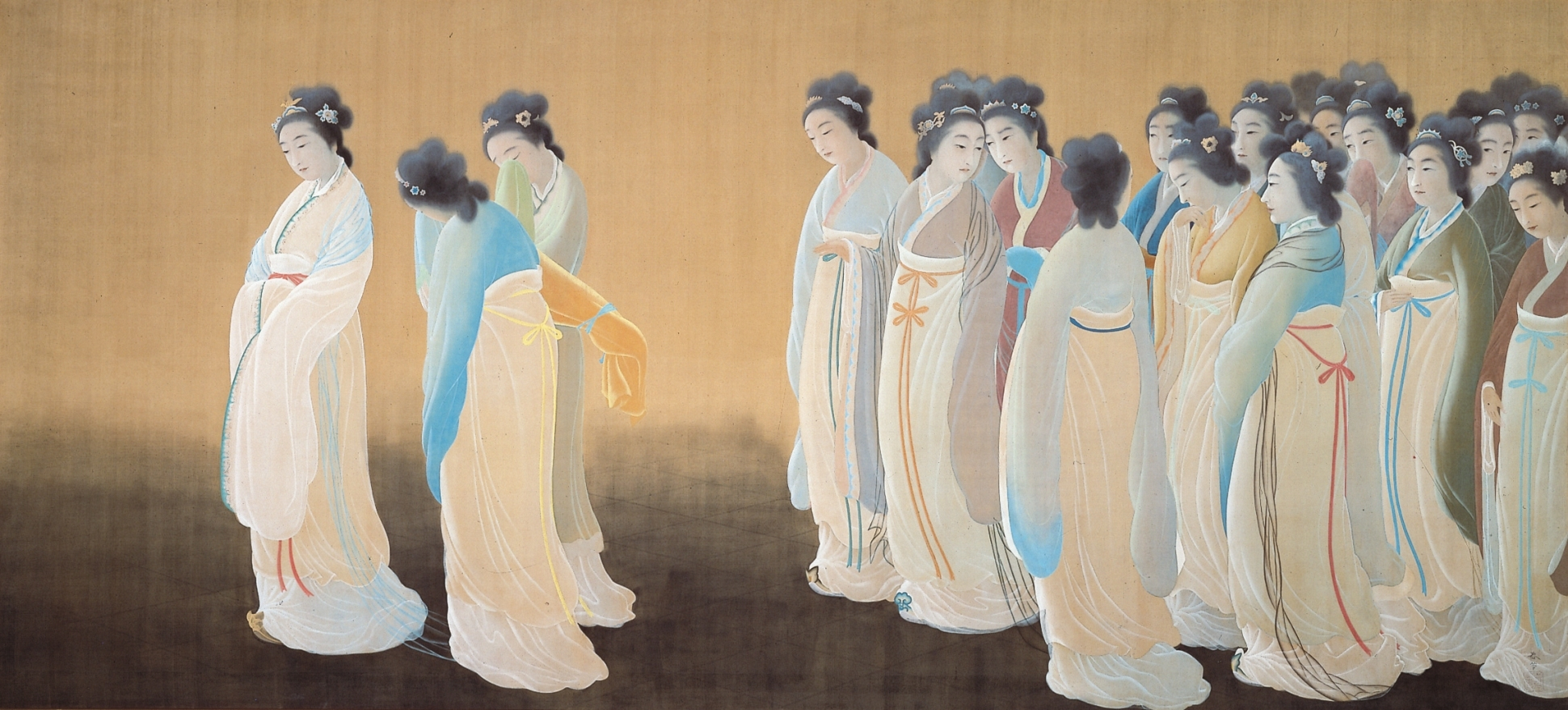
王昭君。前漢と匈奴の和平のために呼韓邪単于へと嫁ぐことになった悲劇の女性として語り継がれた。画像は明治時代の菱田春草の「王昭君図」（東京国立近代美術館寄託）。

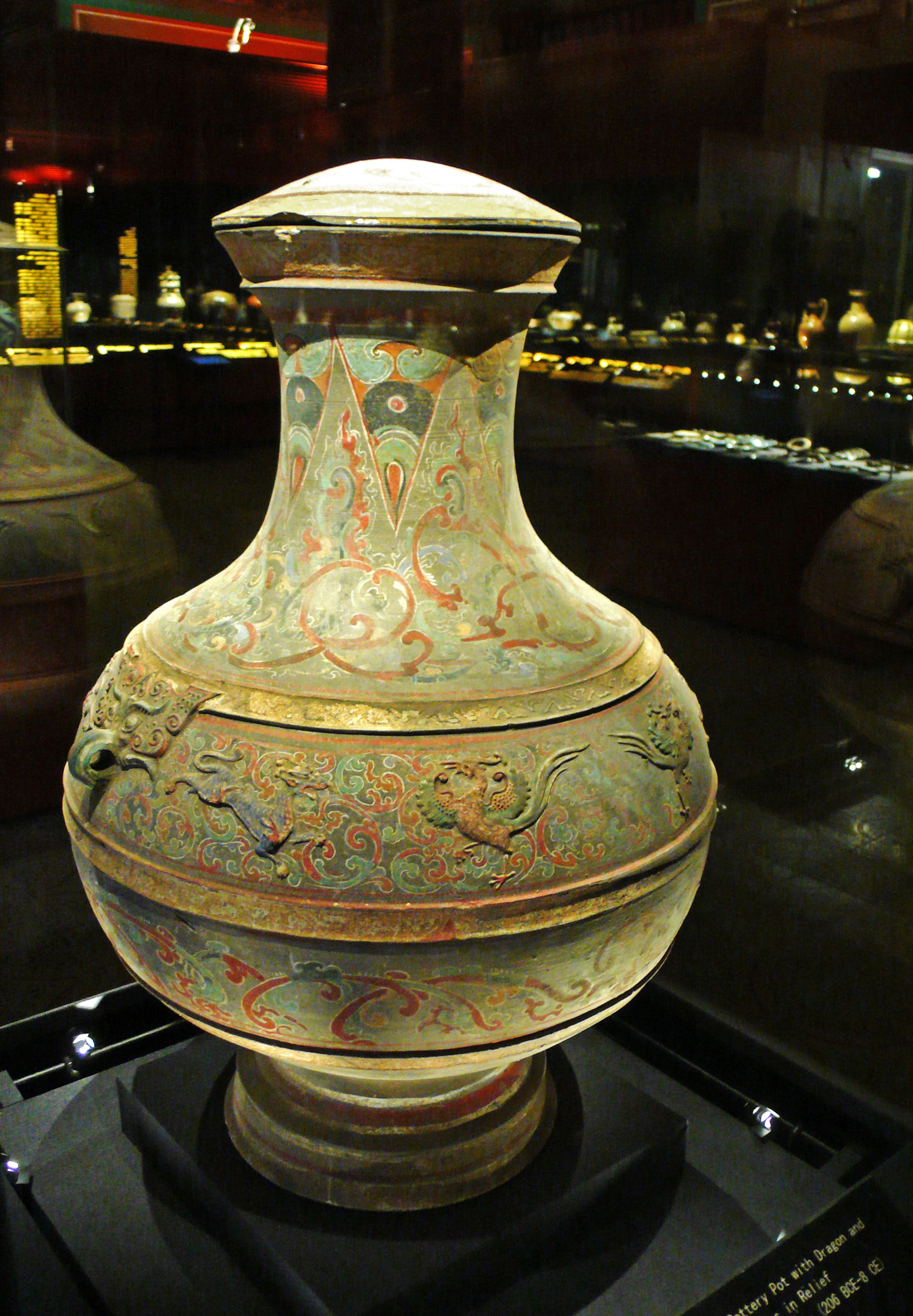
前漢後期の神仙思想。この時代には様々な民間信仰や讖緯思想が世情を賑わした。時に武帝時代の巫蠱の禍のような事件を引き起こし、長じて王莽の帝位簒奪にもつながる要素を持っていた。画像は台湾故宮博物院所蔵の加彩灰陶器で、表面には雲気紋を伴った龍・鳳凰・饕餮といった神仙のイメージが描かれている。

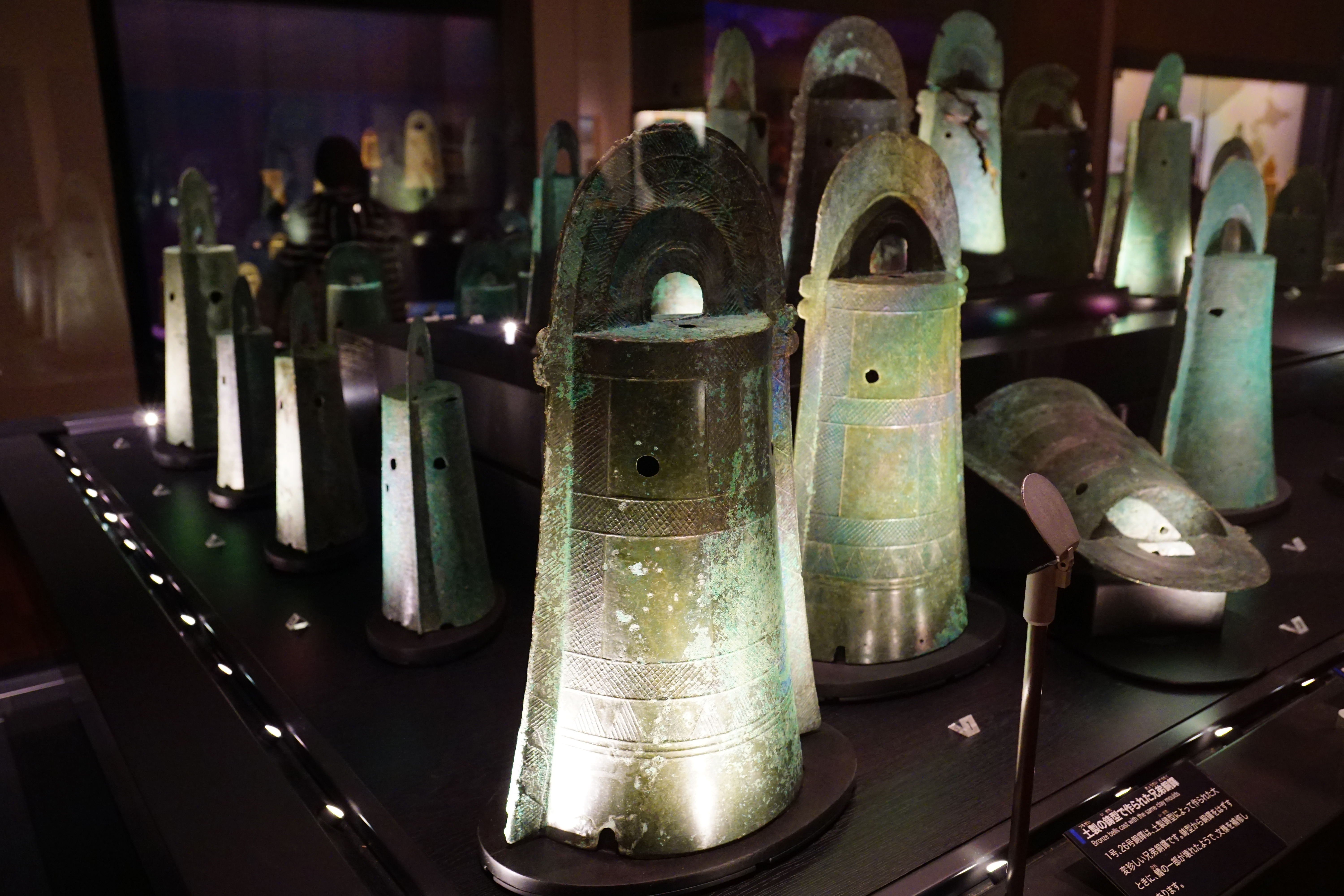
銅鐸の祭祀。荒神谷遺跡と並ぶ古代出雲を代表する加茂岩倉遺跡からは39個の銅鐸が出土した。これら銅鐸の製作年代は弥生時代中期から後期にわたる。画像は島根県立古代出雲歴史博物館での展示の様子。

紀元前1世紀（きげんぜんいっせいき、きげんぜんいちせいき）は、西暦による紀元前100年から紀元前1年までの100年間を指す世紀。紀元前を区分する最後の世紀でもあり、紀元1世紀の直前の世紀である（「紀元0世紀」というものは存在しない）。
なお、天文学やISO 8601では、紀元前1年を西暦0年と定めている（詳細は「紀元前1年#西暦0年」または「0年#西暦0年」を参照）。

## できごと

### 紀元前100年代
- 紀元前100年頃
  - グアテマラ北部サン・バルトロの下層1号神殿「絵画の神殿（ラス・ピントゥラス）」壁画が描かれる。
    - これは先古典期後期のもので、マヤ文明の壁画としては現時点で最古のもの。

  - イギリス中部ノーサンプトンシャーのデスボロー（英語版）出土の鏡（大英博物館蔵）はこの時代のラ・テーヌ文化のもの。
- 紀元前100年 - 前漢の使者蘇武が匈奴へ派遣される（ - 紀元前81年）。

### 紀元前90年代
- 紀元前99年 - 前漢の李陵が匈奴に降伏する。
  - 李陵を弁護した太史令司馬遷が獄につながれ、翌年には宮刑に処される。
- 紀元前98年 - 前漢の武帝が泰山で封禅の儀を執行する。
- 紀元前97年頃 - 前漢で司馬遷が獄から釈放されて中書令に就任し『史記』執筆に専念。
- 紀元前91年 
  - 前漢で巫蠱の禍により、皇太子劉拠が殺害される。
  - 共和政ローマで同盟市戦争（- 紀元前88年）。
- 紀元前91年頃 - 司馬遷が『史記』を完成させる。
- 紀元前90年 - 共和政ローマの執政官ルキウス・カエサルが、反乱に加わらなかった同盟市にローマ市民権を与える法を制定[1]。

### 紀元前80年代
- 紀元前89年
  - 前漢の武帝の「輪台の詔」。
  - 共和政ローマで申請した同盟市の人間に市民権を与えるプラウティウス・パピリウス法（英語版）が成立[2]。
  - 第一次ミトリダテス戦争（- 紀元前85年）。
- 紀元前88年 - 「小アジアの晩餐（英語版）」がエフェソス他で起こり、ローマ系住民が虐殺される。
  - 共和政ローマでスッラがローマ市を占領してマリウスを追放[3]。
- 紀元前87年
  - 前漢の武帝が末子劉弗陵を皇太子とし、その母鉤弋夫人(趙婕妤）を殺害する。
  - 共和政ローマでマリウス派がローマ市を占領[4]。
- 紀元前86年 
  - 前漢の武帝が死去、劉弗陵が昭帝として即位。
  - 共和政ローマのスッラがアテナイを陥落させ、カイロネイアの戦いに勝利[5]。この年執政官のマリウスは死亡[6]。
- 紀元前85年頃 - インド・グリーク王国を滅ぼしたサカ人がインド・スキタイ王国を建てる。
- 紀元前83年
  - アルメニア王国のティグラネス2世がシリアを制圧し「諸王の王」を名乗る。新都ティグラノセルタを建設。
  - 共和政ローマのスッラがイタリア半島に帰還、両執政官の軍を破る[7]。ポンペイウスがスッラに合流[8]。
- 紀元前82年 - 共和政ローマのスッラが法制定と国家再建の独裁官に就任[9]。プロスクリプティオによる粛清を行う[10]。
- 紀元前81年
  - 匈奴に抑留されていた蘇武が前漢に帰国する（紀元前100年 - ）。
  - 前漢で車千秋や桑弘羊による「塩鉄会議」が開催される。
    - この会議については桓寛の『塩鉄論』が記録されている。

  - 共和政ローマの独裁官スッラがコルネリウス法を施行[11]。
- 紀元前80年 
  - 元鳳の政変で、桑弘羊や上官桀が昭帝を廃して燕王擁立を謀るが、霍光が鎮圧する。
  - 属州ヒスパニアでセルトリウスの反乱（ - 紀元前72年）。

### 紀元前70年代
- 紀元前79年 - スッラが独裁官を辞任し、カンパーニャに引退する。
- 紀元前77年 - アルメニア王ティグラネス2世がアルタクサタからティグラノセルタに都を遷す。
- 紀元前75年 - ポンペイウスが自身の名に因んだ都市ポンパエロ（現パンプローナ）をヴァスコン人の定住地のバスク地方に建設する。
- 紀元前74年 - 前漢の昭帝が死去。霍光が劉賀を廃位させ、宣帝を即位させる。
- 紀元前73年 - 共和政ローマで剣闘士のスパルタクスが反乱を起こす（第三次奴隷戦争 - 紀元前71年）。
- 紀元前70年 - ポンペイウスとクラッススが執政官に就任。

### 紀元前60年代
- 紀元前69年 - ティグラノセルタの戦い。
- 紀元前66年 - 宣帝の廃位を画策した罪で霍禹ら霍一族が滅ぼされ、皇后霍氏も廃位される。
- 紀元前63年
  - 共和政ローマのポンペイウスがセレウコス朝シリアを滅ぼし、ユダヤを平定する。
  - 共和政ローマでカティリナ陰謀事件。キケロの「カティリナ弾劾演説」。
- 紀元前60年 - 共和政ローマでカエサルが執政官に就任、ポンペイウスやクラッススと共に第一回三頭政治を開始。

### 紀元前50年代
- 紀元前59年
  - 西域の南北両道全てを統括する西域都護が設置され鄭吉が任じられる。
  - 前漢の廃帝昌邑王劉賀が死去し、江西省南昌市の海昏侯墓に葬られる。
  - カエサルらにより「アクタ・ディウルナ（日々の議事録）」と「アクタ・セナトゥス（元老院議事録）」が出される。
  - カエサルらにより「ユリウス農地法（イタリア語版）（センプロニウス農地法の補正案）」が制定される。
- 紀元前58年 - カエサルがガリア戦争を開始（- 紀元前51年）。
- 紀元前56年 - ルッカ会談でカエサルとポンペイウスとクラッススが密約を行う。

- 紀元前54年 - ローマによるブリタンニア侵攻。
- 紀元前54年 - 匈奴が東匈奴と西匈奴に分裂。
- 紀元前53年 - カルラエの戦いでパルティアがクラッススを破る。
- 紀元前52年
  - アレシアの戦いでカエサルがウェルキンゲトリクス率いるガリア連合軍に勝利。
    - ガリアの組織的な抵抗は終了し、翌年までには属州ガリアとして編入される。

  - 弥生時代の池上曽根遺跡から出土した神殿らしい高床式建物に使用されていた柱を年輪年代測定法で検査すると、この年の伐採ヒノキ材であることが判明した。
- 紀元前51年
  - 匈奴の呼韓邪単于が前漢に入朝し、宣帝と会見する。
  - 石渠閣会議。
- 紀元前50年 - エジプトの「デンデラの黄道帯（英語版）（ルーヴル美術館蔵）」の天体図はこの年の天球配置を示す。
- 紀元前50年頃 - アテナイの「ローマ時代のアゴラ」に「風の塔（アンドロニコスの時計塔）」が建てられる。

### 紀元前40年代
- 紀元前49年 - ローマ元老院がカエサルに「元老院最終勧告」を下す。
  - ローマ内戦の始まり。カエサルは「ルビコン川」を越えてローマに入城。
- 紀元前48年 - ファルサロスの戦いでカエサルがポンペイウスを破る。
  - エジプトに逃亡したポンペイウスはこの地でプトレマイオス13世の配下に殺害される。
- 紀元前47年
  - ナイルの戦い。
    - クレオパトラ7世がカエサルの支持を得て弟王プトレマイオス13世を倒しエジプトの実権を握る。

  - ゼラの戦いでカエサルがポントゥス王ファルナケス2世に勝利。
- 紀元前46年
  - ローマにおいて1年が445日存在する。
    - 翌年にローマ暦に代わってユリウス暦が導入されるための移行措置で、歴史上もっとも1年の日数（暦年）が多かった年とされている。

  - タプススの戦いでカエサルがヌミディア王ユバ1世と元老院派の連合軍に勝利。
    - ヌミディア王国は滅亡し、属州ヌミディアが成立する。
    - 元老院派の小カトがウティカ包囲戦で自殺。
- 紀元前45年 - ムンダの戦いでカエサルが小ポンペイウスと元老院派に勝利し、ローマ内戦を終結させる。
  - この功によりカエサルは終身独裁官に選出され、「最高命令権（インペリウム）」を獲得し、「インペラトル」と称される。
- 紀元前44年
  - カエサルの命でフォロ・ロマーノの元老院議事堂（クリア・ユリア）が改築される。
  - カエサルがブルートゥスらにより暗殺される（3月15日）。
  - アントニウス法（英語版）により独裁官が廃止される。
- 紀元前43年
  - アントニウス、レピドゥス、オクタウィアヌスが第二回三頭政治を開始。
    - プロスクリプティオが布告され、キケロがアントニウスの刺客に暗殺される。

  - 属州ガリアのルグドゥヌム（現リヨン）が建設される。
- 紀元前42年
  - フィリッピの戦いでアントニウスとオクタウィアヌスの連合軍がカッシウスやブルートゥスらリベラトレス（共和派）に勝利する。
  - 属州ガリア・キサルピナ（ガリア・キテリオル）が イタリア本土に編入される。
- 紀元前42 - 20年頃 - ヘレニズム時代の彫刻「ラオコーン像（ヴァチカン美術館（ピオ・クレメンティーノ美術館）蔵）」が作られる。

### 紀元前30年代
- 紀元前37年 - エルサレム攻囲戦。
  - この勝利によりハスモン朝を退けたヘロデ大王がユダヤ王となる（ - 紀元前4年）。
- 紀元前37年頃 - 『三国史記』によると東明聖王高朱蒙により高句麗が建国される。
- 紀元前36年 
  - メソアメリカ最古とされる長期暦の日付がメキシコ・チアパス州のチャパ・デ・コルソの石碑2号に刻まれる。
  - 東匈奴の呼韓邪単于が西匈奴の郅支単于を倒し匈奴を再統一する。
  - ナウロクス沖の海戦でオクタウィアヌス派がセクストゥス・ポンペイウスに勝利、レピドゥスが失脚。
- 紀元前33年 - 匈奴の呼韓邪単于が再び前漢に入朝し、王昭君が呼韓邪単于に嫁ぐ。
  - この時期に前漢の領土は最大となる。元帝が死去し、成帝が即位。
- 紀元前32年 - オルメカの祭祀センターのトレス・サポーテスの石碑Cの日付。
- 紀元前31年 - アクティウムの海戦でオクタウィアヌスがアントニウス・クレオパトラ連合軍を破る。
- 紀元前30年 - クレオパトラ7世が自殺し、息子カエサリオン（プトレマイオス15世）が殺害される。
  - プトレマイオス朝が滅び、エジプト（アエギュプトゥス）はローマの属州となる。

### 紀元前20年代
- 紀元前27年 
  - オクタウィアヌスが元老院からアウグストゥスの尊称を与えられる(1月16日)。
    - 「市民の第一人者（プリンケプス・キウィタティス）」でもあるオクタウィアヌスが事実上のローマ皇帝となる。
      - これにより共和政ローマが帝政ローマに移行したとされる（ローマ帝国の始まり）。

    - またオクタウィアヌスは一部属州に対するプロコンスル命令権を獲得（元老院属州に対する皇帝属州の独立）。
      - これら属州とは別にイタリア本土の地域を確定し、都市ローマを含め11行政区に分割する。
      - 属州ヒスパニア・タラコネンシスの再編成、この時期からラス・メドゥラスの金鉱採掘が本格化する。
- 紀元前27年頃 - 前漢が夜郎を滅ぼす。
- 紀元前25年
  - 属州ルシタニアに植民市エメリタ・アウグスタ（現メリダ）が造営される。
    - 翌年にはアグリッパにより「メリダのローマ劇場（英語版）」が建設される。

  - アウグストゥスの命でアエリウス・ガルス（英語版）がイエメンのマアリブへ遠征を行うが失敗する。
  - クシュ王国の女王アマニレナス（英語版）がローマ帝国属州エジプトを攻撃する（ - 紀元前22年）。
- 紀元前25年頃
  - ヘロデ大王が属州パレスティナにカイサリア・マリティマ（海辺のカイサリア）を建設。
  - 大月氏からクシャーナ朝（貴霜翕侯)のクジュラ・カドフィセスが独立する。
- 紀元前22年 - ローマ帝国に南インドのパーンディヤ朝の使者が到着。
- 紀元前20年頃 - ヘロデ大王がエルサレム第二神殿の修繕と大拡張工事を行う（ヘロデ神殿）。

### 紀元前10年代
- 紀元前19年 - カンタブリア人の反乱が鎮圧され、その領土が属州ヒスパニア・タラコネシスに編入される。
  - この時期までにイベリア半島のカストロ文化圏（英語版）がローマ支配下におかれることなる。
  - この時期を代表するのがガリシア地方カストロ・デ・サンタ・トレガ（英語版）の城砦遺跡。
- 紀元前19年頃 - アグリッパの命で水道橋ポン・デュ・ガールが架けられる。
- 紀元前18年 - ユリウス姦通罪／渉外交渉罪法とユリウス正式婚姻法が成立する。
- 紀元前16年 - ローマがノリクムに遠征し、属州ノリクムが設置される。
- 紀元前15年 - ローマがラエティアに遠征し、属州ラエティアが設置される。
  - この地の首府アウグスタ・ウィンデリコルム（現アウクスブルク）が建設される。
- 紀元前13年 - ローマのマルケッルス劇場が完成する。
- 紀元前12年
  - アウグストゥスが最高神祇官に就任する。
  - ローマのガイウス・ケスティウスのピラミッドが完成する。
  - ローマの大ドルススのゲルマニア遠征。
    - この戦役を避けて「ヒルデスハイムの遺宝（銀器）（英語版）」が埋蔵される。
- 紀元前12年頃
  - フォロ・ロマーノに「凱旋式の勝暦（ファスティ・トリウムファレス）」が建てられる。

### 紀元前0年代
- 紀元前9年
  - ローマがパンノニアを占領し、属州イリュリクムに併合する。
  - ローマで「アウグストゥスの平和祭壇（アラ・パキス）」が奉献される。
- 紀元前7年 - 前漢で限田法が布告される。
- 紀元前7 - 4年頃 - ナザレのイエス生誕。
- 紀元前6年 - アウグストゥスのアルプス諸族平定を記念しトロパエム・アルピウム（英語版）がユリア・アウグスタ街道沿いのラ・テュルビーに建てられる。
- 紀元前2年 - 大月氏の使者伊存が「浮屠経（仏教の経典）」を博士弟子の景廬に口授する（『魏略』西戎伝）。
- 紀元前1年 - 前漢で丞相・御史大夫・大司馬将軍が大司徒・大司空・大司馬に改称され三公とされる。
  - 前漢の哀帝が死去し平帝が即位。大司馬の董賢が失脚し、王莽が大司馬となる。

- 紀元前後
  - モンゴル高原北部のノイン・ウラの匈奴の墓が築かれる。
  - 倭人が百余国に分かれて、一部の国が前漢の楽浪郡に朝献する（『漢書』地理誌）。

- 日本：弥生時代
  - 弥生文化が関東地方に波及する。
  - 近畿地方を中心に銅鐸、西日本に青銅製武器形祭器による祭祀が行われる。
階層の秩序化すすむ。
  - 関東地方や東北地方南部に縄文時代の一墓制である再葬墓が見られる。
  - 北部九州では甕棺墓が盛行し、その中の一部のものが多くの前漢鏡を副葬する。
  - 北部九州では、鉄器や鉄製農具が使用される。また吉野ヶ里遺跡のような巨大集落現れる。
  - 北部九州勢力と畿内勢力の間で、鉄の獲得のための軍事的緊張が高まる。

## 人物

### 共和政ローマから帝政ローマ
- マリウス（前157年 - 前86年） - 共和政時代の執政官（7度就任）[6]・キンブリ・テウトニ戦争、マリウスの軍制改革で知られる[12]
- スッラ（前138年 - 前78年） - 共和政時代の独裁官・第一次ミトリダテス戦争で知られる[13]。マリウスのライバル[14]
- クラッスス（前115年頃 - 前53年） - 共和政時代の第一回三頭政治の一人・資産家で知られる
- スパルタクス（前109年頃 - 前71年） - 共和政時代の剣闘士・「スパルタクスの反乱（第三次奴隷戦争）」の指導者
- ポンペイウス（前106年 - 前48年） - 共和政時代の第一回三頭政治の一人・カエサルのライバル
- キケロ（前106年 - 前43年） - 共和政時代の執政官[15]・『国家論』などのラテン語散文の大成者
- カエサル（前100年 - 前44年） - 共和政時代の第一回三頭政治の一人・終身独裁官[16]。『ガリア戦記』でも名高い
- マルクス・アエミリウス・レピドゥス - 共和政時代の国家再生三人委員の一人[17]
- マルクス・アントニウス - 共和政時代の国家再生三人委員の一人[17]
- オクタウィアヌス - 共和政時代の国家再生三人委員の一人[17]・カエサルの養子で元首政を始める[18]
- ルクレティウス（前99年頃 - 前55年） - 共和政時代の詩人、哲学者・『事物の本性について（英語版）』ではエピクロス派の唯物論を説く
- ウェルギリウス（前70年 - 前19年） - ローマ共和政から帝政にかけての詩人・『アエネイス』の著者でラテン文学黄金期の一人
- ホラティウス（前65年 - 前8年） - ローマ共和政から帝政にかけての詩人・『風刺詩』の著者でラテン文学黄金期の一人
- ハリカルナッソスのディオニュシオス（前60年頃 - 前7年以降） - 共和政時代の歴史家として『ローマ古代誌』修辞学者として『文章構成法』を残す
- シケリアのディオドロス（前1世紀） - 共和政時代のギリシア人歴史家・エジプトやローマを歴訪し『歴史叢書（英語版）』をまとめる

### ヘレニズム国家と西アジア
- ポセイドニオス（前135年頃 - 前51年） - シリアのアパメア出身の地理学者・天文学者・アンティキティラ島の機械とも関係があったか
- ロドスのアンドロニコス（生没年不詳） - リュケイオン学園の第11代学頭・アリストテレスの草稿を校訂し現行の全集として刊行した
- ミトリダテス6世（前132年 - 前63年） - 小アジアのポントス王国国王（在位前120年 - 前63年）・共和政ローマと三度戦争を行う
- ミトラダテス2世（？ - 前88年） - パルティア王（在位前123 - 前88年）・クテシフォンに遷都・最盛期を迎え「諸王の王」を名乗る
- アンティオコス13世（？ - 前64年） - セレウコス朝シリア最後の王（在位前69年 - 前64年）・ポンペイウスに滅ぼされる
- ティグラネス2世（？ - 前55年） - アルメニア国王（在位前95年 - 前55年）・セレウコス朝を圧倒し「諸王の王」「大王」を名乗る
- アンティオコス1世（？ - 前38年） - 小アジアのコンマゲネ王国国王（在位前69年 - 前38年）・ネムルト山墳墓を造営
- スレナス（前84年 - 前52年） - パルティアの貴族・将軍・カルラエの戦いでローマに大勝しクラッススを倒す
- ヘロデ大王（前73年頃 - 前4年） - ローマ共和政から帝政にかけてのユダヤの王（在位前37年 - 前4年）・ヘロデ朝を創設
- クレオパトラ7世（前70年 - 前30年） - プトレマイオス朝エジプト最後の女王・カエサルやアントニウスとの親交で名高い
- ムサ（？ - 4年） - パルティアの王妃・もとはイタリア人奴隷・夫フラーテス4世の死後に息子を擁立して実権を握る

### 南アジア
- ヴァースデーヴァ（生没年不詳） - インドのカーンヴァ朝の初代の王（在位前68年頃 - 前59年頃）・シュンガ朝を倒して新王朝を開く

### 東アジア

#### 前漢
- 武帝（前156年 - 前87年） - 前漢の皇帝（在位前141年 - 前87年）・匈奴征討など積極外交策を行う・治世後期は内政再建を実施
- 桑弘羊（前152年 - 前80年） - 前漢の政治家・財政家・武帝に仕え均輸法・平準法・専売制の実施など財政改革を行う
- 蘇武（前140年頃？ - 前60年） - 前漢の官僚・使者として匈奴に赴くが捕縛され帰順を拒んで20年近く抑留される
- 李広利（？ - 前88年） - 前漢の軍人・武帝の命で汗血馬を求め大宛を攻略・後年は匈奴に降伏し粛清される
- 司馬遷（前145年 - 前87年） - 前漢の歴史家・『史記』の著者・武帝の前で李陵を弁護して怒りを買い宮刑に処せられる
- 李陵（？ - 前74年） - 前漢の軍人・李広利の救援に急ぐが匈奴と戦い敗北・降伏した後は匈奴の右校王となる
- 江充（？ - 前91年） - 前漢の官僚・巫蠱の禍により劉拠を失脚させんとして太子に斬殺される
- 劉屈氂（？ - 前90年） - 前漢の丞相・皇族で武帝の甥・戾太子の反乱を鎮圧・帝位継承で李広利との密約が露見し処刑される
- 金日磾（前134年 - 前86年） - 前漢の政治家・もとは匈奴の休屠王の太子・武帝の信任を得て霍光らと昭帝を補佐する
- 霍光（？ - 前68年） - 前漢の政治家・大将軍・武帝亡き後の昭帝を補佐・その後は昌邑王劉賀を廃し宣帝を擁立
- 劉旦（？ - 前80年） - 前漢の皇族（燕王）・武帝の子で昭帝の異母兄・上官桀らと霍光打倒の反乱を起こすが鎮圧される
- 上官桀（？ - 前80年） - 前漢の政治家・将軍・霍光らとともに昭帝の補佐をするが後に反目・霍光打倒の反乱を起こすが鎮圧される
- 丙吉（？ - 前55年） - 前漢の丞相・もとは獄吏だったが巫蠱の獄に際し戾太子の孫（後の宣帝）を庇護した功で昇進し善政を行う
- 宣帝（前91年 - 前49年） - 前漢の皇帝（在位 前73年 - 前49年）・武帝の曾孫・戾太子の孫・前漢中興の祖とも呼ばれる
- 鄭吉（？ - 前48年） - 前漢の軍人・西域南道と西域北道を併せて統括する西域都護の初代として安遠侯に封じられる
- 呼韓邪単于（？ - 前31年） - 匈奴の単于・匈奴の内紛のため前漢に帰順し宣帝と会見・後に元帝時代にも入朝
- 戴徳（生没年不詳） - 前漢の儒者・宣帝の治世に「礼」の記録を整理し「大戴礼」を編纂・甥の戴聖（小戴）に対し大戴と呼ばれる
- 桓寛（生没年不詳） - 前漢の官僚・始元6年の「塩鉄の議」の記録を宣帝の時代に『塩鉄論』としてまとめたことで知られる
- 劉向（前77年 - 前6年） - 前漢の学者・政治家・宣帝から成帝に仕え『説苑』『列女伝』を著す
- 王昭君（生没年不詳） - 前漢の宮女・元帝時代に匈奴の呼韓邪単于の入朝に選ばれてその妻女となる
- 王政君（前71年 - 13年） - 前漢の元帝の皇后で成帝の生母・外戚の王氏一族を伸張させる・甥王莽の帝位簒奪には反対した
- 王鳳（？ - 前22年） - 前漢の政治家・王政君の兄弟は「五侯」として列侯に封じられたがその中心として大司馬大将軍となる
- 趙飛燕（？ - 前1年） - 前漢の成帝の皇后・歌舞音曲に通じ成帝の寵を得る・稗史『飛燕外伝』では傾国の美女とされている
- 王莽（前45年 - 23年） - 前漢の政治家・外戚として権力を握り哀帝没後に平帝を擁立・前漢を簒奪して新王朝を立てる

#### 高句麗
- 朱蒙（前58年 - 前19年） - 扶余の王族・高句麗の初代王（東明聖王）（在位前37年 - 前19年）・卒本城を造営